# Condado de San Miguel (Novo México)
O Condado de San Miguel é um dos 33 condados do Estado americano do Novo México. A sede do condado é Las Vegas, e sua maior cidade é Las Vegas. O condado possui uma área de 12 265 km² (dos quais 48 km² estão cobertos por água), uma população de 30 126 habitantes, e uma densidade populacional de 2 hab/km² (segundo o censo nacional de 2000). O condado foi fundado em 1852.